# Nepenthes insignis
Nepenthes insignis is een vleesetende bekerplant uit de familie Nepenthaceae. De soort is endemisch op Nieuw-Guinea en enkele omliggende eilanden. De prooi bestaat vrijwel alleen uit grootgevleugelde kakkerlakken. Mogelijk worden deze nachtactieve insecten aangetrokken door de geur die de plant verspreidt.
De wetenschappelijke naam werd in 1928 gepubliceerd in The Nepenthaceae of the Netherlands Indies door B.H. Danser. De soortaanduiding insignis is Latijn voor 'onderscheidend' of 'opmerkelijk'.

## Beschrijving

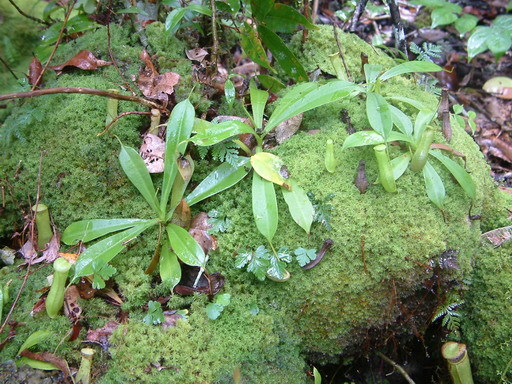
Rozetplanten tussen het mos

Nepenthes insignis  heeft een klimmende stengel, maar deze wordt meestal slechts 50 tot 80 centimeter lang. De bladeren worden maximaal 35 centimeter lang en 6 centimeter breed. De ranken die de bladeren met de vangbekers verbinden zijn tot 6 centimeter lang. Met uitzondering van de bloeiwijzen en de onvolgroeide vangbekers is de plant vrijwel geheel onbehaard.
De onderbekers zijn meestal dongkergroen met rode vlekken.  Ze kunnen aanzienlijk groot worden; de hoogte kan soms wel 35 centimeter bedragen. De bovenbekers zijn gelig groen met minder vlekken dan de onderbekers. Ze worden maximaal 30 centimeter hoog en 8 centimeter breed.

## Verspreidingsgebied
Nepenthes insignis is endemisch in het westen van Nieuw-Guinea en op enkele omliggende eilanden in de Geelvinkbaai. Hij is aangetroffen op hoogtes tot 850 meter boven zeeniveau. Op het eiland Biak groeit een kleinere vorm van de soort. De plant groeit in dichte, vochtige wouden en op berguitlopers. Ze groeien gewoonlijk als epifyt op dikke lagen mos, met name op bomen die boven rivieren groeien. In hoger gelegen gebieden groeit N. insignis ook op sedimentrijke zandbanken langs rivieren.
In het leefgebied van N. insignis zijn N. ampullaria en N. maxima (boven de 400 meter) algemene planten. Andere sympatrische soorten zijn N. mirabilis en planten die zijn geïdentificeerd als N. papuana. Er is een natuurlijke hybriden van N. insignis met N. mirabilis beschreven.
|                                                          |  |  |
| Een onderbeker (links) en bovenbeker van de vorm in Biak |  |  |

... · 
N. alata · 
N. albomarginata · 
N. ampullaria · 
N. argentii · 
N. aristolochioides · 
N. attenboroughii · 
N. bicalcarata · 
N. bokorensis · 
N. bongso · 
N. boschiana · 
N. burkei · 
N. campanulata · 
N. chaniana · 
N. danseri · 
N. deaniana · 
N. densiflora · 
N. diatas · 
N. distillatoria · 
N. edwardsiana · 
N. ephippiata · 
N. gracilis · 
N. gymnamphora · 
N. hirsuta · 
N. inermis · 
N. insignis · 
N. jamban · 
N. khasiana · 
N. lamii · 
N. leyte · 
N. lingulata · 
N. lowii · 
N. macfarlanei · 
N. macrophylla · 
N. madagascariensis · 
N. masoalensis · 
N. maxima · 
N. mirabilis · 
N. monticola · 
N. northiana · 
N. ovata · 
N. peltata · 
N. pervillei · 
N. pitopangii · 
N. rafflesiana · 
N. rajah ·
N. rhombicaulis · 
N. rosea ·
N. sanguinea · 
N. sibuyanensis · 
N. spathulata · 
N. tenax · 
N. tenuis · 
N. veitchii ·
N. ventricosa ·
N. vieillardii ·
N. villosa · 
...